# Leverella institutiimperialis
Leverella institutiimperialis là một loài ruồi trong họ Tachinidae.